# Ruelisheim
Ruelisheim é uma comuna francesa na região administrativa de Grande Leste, no departamento Alto Reno. Estende-se por uma área de 7,27 km². Em 2010 a comuna tinha 2 344 habitantes (densidade: 322,4 hab./km²).